# Liste der Mitglieder der Deutschen Akademie der Naturforscher Leopoldina/1830
Die Liste der Mitglieder der Deutschen Akademie der Naturforscher Leopoldina für 1830 enthält alle Personen, die im Jahr 1830 zum Mitglied ernannt wurden. Insgesamt gab es sechs neu gewählte Mitglieder.

## Mitglieder
| Nr.  | Name                          | Beiname       | Geboren       | Aufnahme | Gestorben     | Bild                      | Datenbank |
| ---- | ----------------------------- | ------------- | ------------- | -------- | ------------- | ------------------------- | --------- |
| 1344 | Johann Baptist Friedreich     | Helmont II.   | 19. Apr. 1796 | 14. Mai  | 29. Jan. 1862 |                           | 2825      |
| 1345 | Ernst Friedrich Glocker       | Volkmann I.   | 1. Mai 1793   | 24. Mai  | 18. Juli 1858 |                           | 2945      |
| 1346 | Alexander Braun               | Dodartius II. | 10. Mai 1805  | 24. Mai  | 29. März 1877 | Alexander Braun           | 2129      |
| 1347 | Franz Baron Ocskay von Ockskö | Dodartius II. | 1775          | 24. Mai  | 6. Aug. 1851  |                           | 5878      |
| 1348 | Constantin Lambert Gloger     | Schneider     | 17. Sep. 1803 | 24. Mai  | 30. Dez. 1863 | Constantin Lambert Gloger | 2946      |
| 1349 | Heinrich Robert Göppert       | du Hamel      | 25. Juli 1800 | 24. Mai  | 18. Mai 1884  | Heinrich Robert Göppert   | 2973      |

## Hinweis zu den Lebensdaten
In der Liste sind zunächst die Lebensdaten gemäß Archiv der Leopoldina aufgenommen. Diese beziehen sich auf die Angaben gem. Neigebaur (1860) und Ule (1889). Die Lebensdaten im Namensartikel können daher von den Lebensdaten in der Liste abweichen.